# Бачман
Бачман або Бачимак (*бл. 1210 — 1239/1240) — один з очільників половецького спротиву монголам. Основними відомостями є історики Рашид-ад-Дін Фазлуллах та Джувайні.

## Життєпис
Стосовно походження існують розбіжності: за одними походив з клану Ольберлю і був лише військовиком хана Беркуті, за іншою — Кай-оба, належав до бурд-огли (бурчевичів), бувши онуком або правнуком хана Боняка. Розбіжності походять від вказівки Рашид-ад-Діна Фазлуллаха, що Бачман належав до «ольбурлік», яку розуміють як ель-бурі, тобто бурд чи бурч (Бурчевичі), інші — ольберлю.
У 1237 році після вторгнення монголів на чолі з Бату-ханом до Половецького степу Бачман вступив у союз з придонськими асами (ясами) на чолі із Качир-укуле, розпочавши маневрену війну проти ворога. Безпосередні бойові дії розпочалися в 1238 році. Можливо, діяв разом з ханом Беркуті.
Активність Бачмана призвела до того, що Бату змушений був спрямувати проти половців своїх найкращих військовиків Субедея та Мунке, які в 1239 році завдали Бачману низку поразок, внаслідок чого той відступив до гирла Волги, де сховався на одному з островів. Монголи, скориставшись відпливом, раптовим ударом наприкінці 1239 чи на початку 1240 року остаточно завдали поразки Бачману, який потрапив у полон. За наказом Менке його було страчено.